# Земља нека се увија
Земља нека се увија је шести албум српског певача Ивана Гавриловића. Албум је објављен 2000. године за издавачку кућу ПГП РТС, а доступан је био на касети и компакт-диску.

## Списак песама
| №               | Назив                                | Аутор(и)                                                 | Трајање |  |
| 1.              | Да се играмо                         | И. Гавриловић (т), Д. Јањушевић (м, а)                   | 3:14    |  |
| 2.              | Ја сам као робот                     | З. Попов (т, м), Д. Јањушевић (а)                        | 3:25    |  |
| 3.              | Дај да будемо једно                  | И. Гавриловић (т, м), Д. Јањушевић (а)                   | 4:10    |  |
| 4.              | Руке ми дај                          | И. Гавриловић (т), В. Станковић (т), Д. Јањушевић (м, а) | 3:36    |  |
| 5.              | Певајмо                              | И. Гавриловић (т, м), Д. Јањушевић (а)                   | 4:12    |  |
| 6.              | Ана                                  | Атеље Траг (т, м, а)                                     | 3:49    |  |
| 7.              | Иди муко                             | И. Гавриловић (т, м), Д. Јањушевић (а)                   | 3:51    |  |
| 8.              | Земља нека се увија                  | З. Стојић (т, м), Атеље Траг (а)                         | 2:46    |  |
| 9.              | Признај ми                           | Атеље Траг (т, м, а)                                     | 3:21    |  |
| 10.             | Ја нисам нормална                    | Атеље Траг (т, м, а)                                     | 3:28    |  |
| 11.             | Желим да си опет ту                  | С. Димоски (т), Атеље Траг (м, а)                        | 3:24    |  |
| 12.             | Летња песма (Хајде води ме са тобом) | И. Гавриловић (т, м), Д. Јањушевић (а)                   | 3:24    |  |
| 13.             | Ја сам као робот (ремикс верзија)    | З. Попов (т, м), Д. Јањушевић (а, р)                     | 3:25    |  |
| Укупно трајање: | Укупно трајање:                      | Укупно трајање:                                          | 46:05   |  |

## Остале заслуге
- Иван Ћулум — дизајн омота